# N M Rothschild & Sons
Die N M Rothschild and Sons oder N M Rothschild & Sons (N. M. auch mit Punkten; N.M. auch ohne Leerzeichen) ist eine international tätige Investmentbank mit Sitz in London und die britische Tochtergesellschaft der Finanzholding Rothschild & Co.

## Geschichte
Die Bank ist benannt nach Nathan Mayer Rothschild (1777–1836), der das Bankhaus N M Rothschild 1810 in London gründete. Nach seinem Tod führten seine Söhne die Bank unter dem Namen N M Rothschild & Sons weiter (siehe auch Familie Rothschild).
Gemeinsam mit der holländischen Bank ABN AMRO Bank N.V. entstand 1996 die Partnerschaft ABN AMRO Rothschild, die den Bereich Equity Capital Markets abdeckte und unter anderem viele Börsengänge und Kapitalerhöhungen begleitete. Zum 31. Dezember 2007 wurde das Joint Venture der beiden Banken aufgelöst.
Sir Evelyn de Rothschild leitete N M Rothschild & Sons von 1967 bis 2003. Unter seinem Nachfolger David de Rothschild wurden die Geschäfte von N M Rothschild & Sons und der französischen Rothschild-Bank Paris Orléans SA zusammengeführt, Paris Orléans in Paris wurde zur übergreifenden Holding. 2011 wurde N M Rothschild & Sons in Rothschild & Co umbenannt, 2015 dann auch die Holding in Paris.

## Sitz

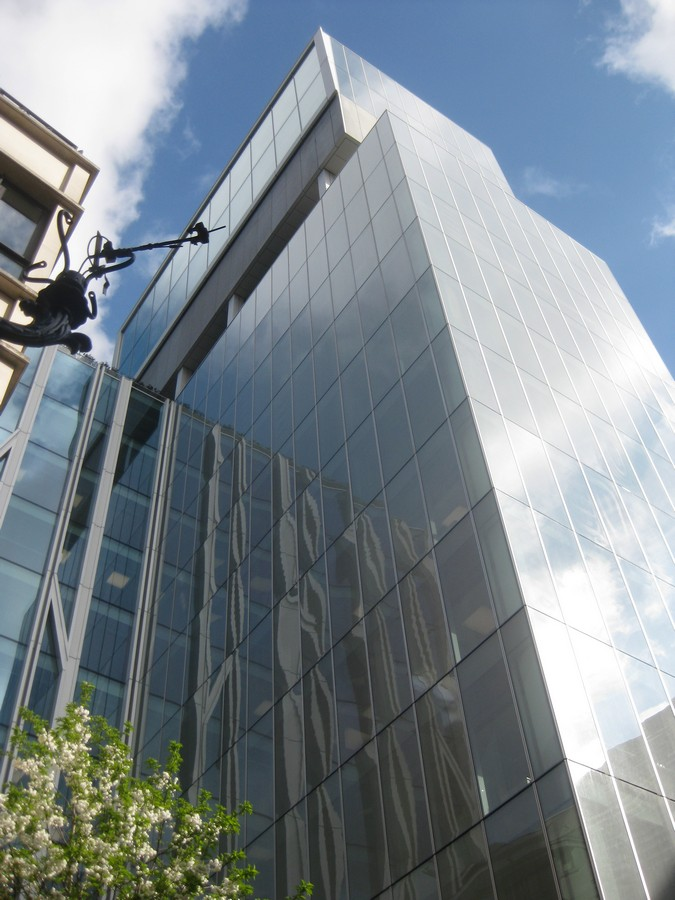
Wolkenkratzer am New Court, der Sitz von Rothschild in London

Seit der Gründung befindet sich der Sitz an der St Swithin’s Lane in London auf einem Gelände, das „New Court“ genannt wird. Bereits 1809 erwarb Nathan Mayer Rothschild das dort stehende Gebäude. Sein ältester Sohn Lionel de Rothschild, der 1838 sein Nachfolger in London wurde, ließ auf dem Grundstück ein größeres Gebäude errichten, das von 1868 bis 1962 stand.
Als die Bank eine noch größere Firmenzentrale benötigte, entschied man sich gegen eine Aufstockung des bisherigen Gebäudes und für den Abriss. Nach dreijähriger Bauzeit wurde 1965 das neue Bürogebäude mit Stahl-Glas-Fassade eröffnet. Wiederum wegen Überfüllung beauftragte man 2005 den niederländischen Architekten Rem Koolhaas und sein Office for Metropolitan Architecture (OMA), auf demselben Grundstück einen Wolkenkratzer zu errichten. Dieser wird seit Anfang 2012 von Rothschild genutzt.

## Geschäftsführer
- Nathan Mayer Rothschild (1777–1836)
- Lionel Nathan Rothschild (1808–1879)
- Nathan Mayer Rothschild, 1. Baron Rothschild (1840–1915)